# 小川コータ&とまそん
小川コータ&とまそん（おがわコータアンドとまそん）は、作曲家の「小川コータ」と、ベーシスト兼プロデューサーのとまそん（She Her Her Hers）からなるフォークソングユニット。

## 概要
鎌倉の四季や景色、日常をウクレレに載せて唄うデュオとして、2010年に神奈川県鎌倉市で結成。
ヒット曲である「That’s 材木座」は、首都圏女性情報誌「オズマガジン」とのコラボレーションによって生まれた。
毎月満月の夜に場所を変えて行う自身主催のライブイベント「満月キャラバン」が開催されている。
FMヨコハマ「SHONAN by the Sea」内のコーナー「コータ＆とまそんのB3PO（ビー散歩）」で湘南エリアのレポートを毎週行なうほか、「鎌倉エフエム」で自らパーソナリティを務める音楽番組「鎌倉オトスケッチ（隔週金曜午前10時40分）」では、小川コータ&とまそんが鎌倉を散歩して見つけた景色をその場所に合った音楽（カバー＆オリジナル）にのせて紹介している。

## 来歴
- 2010年、当時由比ヶ浜に住んでいた作曲家の「小川コータ」と材木座在住ベーシスト「とまそん」が、大町 (鎌倉市)のダイニングバーで出会い、意気投合して神奈川県鎌倉市を中心に活動開始
- 2011年、東日本大震災後、鎌倉のミュージシャン仲間とチャリティーソング「ONE　HEART」を制作
- 2011年12月1日、1stアルバム「海の見える町」をリリース
- 2014年7月13日、2ndアルバム「海街電車」をリリース
- 2015年6月14日、3rdアルバム「波街GLORY」をリリース
- 2016年4月27日、4thアルバム「海街電車2」をリリース
- 2016年5月4日、浄智寺、円覚寺 佛日庵、北鎌倉ツドイを会場に行うライブイベント「きたかまフェス2016」を主催
- 2016年7月、江ノ電（小田急電鉄）の江の鎌ナビ内キャンペーン広告「江ノ電で、会いにゆく。」に楽曲提供。同プロモーション映像にも出演
- 2016年7月2日、鎌倉芸術館でワンマンライブを開催
- 2016年7月14日、夏季限定の浜辺のお祭り「音霊 OTODAMA SEA STUDIO」に出演
- 2016年9月18日、「湘南・横浜ミュージックフェス2016@横浜スカイビル」に出演
- 2016年9月24日、「ランドマーク音祭り2016 FMヨコハマ スペシャルライブ@ランドマークタワー」に出演
- 2016年10月1-2日、「鎌倉オクトーバーフェスト」に出演
- 2016年10月10日、「江ノフェス 江ノ島フェスティバル 2016」に出演
- 2016年10月10日、岩手県復興支援産業祭り「大船 to 大船渡」に出演
- 2016年10月16日、鎌人いち場にブース「コタトまサウンドマーケット」出展およびジャムプラザ出演
- 2016年10月23日、鎌倉児童ホームで満月キャラバン開催
- 2016年11月15日、鎌倉芸術館にて、鎌倉学園芸術鑑賞教室でライブを行う
- 2017年1月28日、鎌倉生涯学習センターホールきららで昼夜２公演のワンマンライブを開催
- 2017年5月6日、5thアルバム「宵街SUNSET」をリリース
- 2018年11月28日、6thアルバム「鎌倉BEST」をリリース
- 2019年2月17日、「湘南モノレール」の車内でライブを開催
- 2019年8月4日、7thアルバム「cafe by the sea」をリリース
- 2022年5月21日、8thアルバム「Go Now e.p.」をリリース
- 2023年3月6日、配信ソング「ON and OFF (feat. GAKU-MC)」をリリース。

## メンバー
- 小川コータ （おがわ　こーた）東京都町田市出身。「AKB48」をはじめ「SKE48」「NMB48」「HKT48」や「ももいろクローバーZ」などにも楽曲を提供している。
- 林（とまそん）陽介（はやし　ようすけ） 神奈川県鎌倉市出身。B型。「オトナモード」を経て「She Her Her Hers」のベーシストとして活動。

## ディスコグラフィー

### アルバム
|     | 発売日         | タイトル        | 規格品番 | 収録曲 | 備考 | 順位 |
| 1st | 2011年12月1日  | 海の見える町    | zmz-001  | 1. 口笛（「江ノ電」勝手にテーマソング） 2. 風 3. 雨が降るたび 4. グリーン車 5. 君の住む町へ 6. 秋はゆふぐれ 7. スマイルバイバイ（「スマイルドッグカフェ」トリビュートソング） 8. 夜奏 9. ひみつの階段（「斉藤建設」CMソング）                                                                                                  | -    | -    |
| 2nd | 2014年7月13日  | 海街電車        | zmz-002  | 1. 由比ヶ浜 2. 御成通りいつも通り 3. 極楽月夜 4. 長谷で逢いましょう 5. 夕焼け岬（テレビ東京 「出没!アド街ック天国」主題歌） 6. 和田塚ワンダーランド | -    | -    |
| 3rd | 2015年6月14日  | 波街GLORY       | zmz-003  | 1. サンサン午後 2. That’s 材木座 3. JAM 4. 道端の花 5. はなうた 6. またたね 7. ことのは | -    | -    |
| 4th | 2016年4月27日  | 海街電車2       | -        | 1. 七里ヶ浜 2. サーフィン鎌高前 3. 小動神社 4. 江ノ島 5. 愉快な日々 6. 行き止まりの月 7. キンモクセイ 8. 石上ブルース 9. on and on | -    | -    |
| 5th | 2017年5月6日   | 宵街SUNSET      | ZMZ-005  | 1. 江ノ電ノート（小田急電鉄・江ノ島電鉄「江ノ電で、会いにゆく。」プロモーションキャンペーン「SOUND of ENODEN」使用楽曲） 2. ちょい待ち、大町 3. ビーチコーミング（OZmagazine鎌倉特集号/2016年コラボレーション曲） 4. ふらっと（OZmagazine鎌倉特集号/2017年コラボレーション曲） 5. いいんだよ 6. 乾杯 7. Daisy's Cafe 8. 多摩川 | -    | -    |
| 6st | 2018年11月28日 | 鎌倉BEST        |          | 1. ここにずっと 2. ちょい待ち、大町 3. That’s 材木座 4. 由比ヶ浜 5. 空中散歩（湘南モノレールをテーマにしたご当地ソング） 6. 大船で飲みましょう 7. ふらっと 8. マイハニー 9. 小動神社 10. JAM 11. 七里ヶ浜 12. 極楽月夜 13. 長谷で逢いましょう 14. きたかま 15. 鎌倉みやげうた                                                  | -    | -    |
| 7st | 2019年8月4日   | cafe by the sea |          | 1. on my way back home（江ノ電の短編映画集「江ノ島シネマ」エンディング曲） 2. Lazy Sunday 3. B3PO 4. April fool 5. Take it easy 6. すだち 7. 綿毛、ふわり 8. なんでもない日に乾杯 9. オリオン | -    | -    |
| 8st | 2022年5月21日  | Go Now e.p.     |          | 1. 旅に出よう 2. クレイジーパクチー 3. to be 4. 風待ちサーファー 5. 4R 6. SKY 7. タンブラー | -    | -    |

### 配信
- ON and OFF (feat. GAKU-MC)

### 未発売曲
- ひがとつ最高BABY - 神奈川県横浜市戸塚区の東戸塚のご当地ソング
- zoo zoo zoo
- ほほえみをあげよう
- 夏休みの絵日記（アンコール即興）
- GKB
- 高鳴りのままに

## 出演

### ラジオ
レギュラー番組
- コータ＆とまそんのB3PO（ビー散歩）（エフエム横浜「SHONAN by the Sea」[2]内のコーナー、2017年4月2日 - 2024年3月31日）
- 鎌倉オトスケッチ（鎌倉エフエム、2012年8月3日- ）
- あなたの知らない鎌倉（鎌倉エフエム、-2012年7月28日）

スポット出演（パーソナリティ）
- FUTURESCAPE（エフエム横浜、2016年8月20日・2016年9月17日）

ゲスト出演
- Tresen+（エフエム横浜、2015年6月17日）
- POP UP!（J-WAVE、2015年6月18日）
- FUTURESCAPE（エフエム横浜、2016年5月6日）
- ズームインサタデー（日本テレビ、2016年7月23日）
- Tresen+（エフエム横浜、2016年9月15日）
- エシカルWAVE（ラジオ日本、2016年11月1日）
- NHK WORLD「J-MELO」（2017年7月29日)

### テレビ
ゲスト出演
- 出没!アド街ック天国（テレビ東京、2014年7月12日）

### 雑誌等その他メディア
- オズマガジン（2015年5月号、2016年5月号、2017年5月号）
- CREA （2017年9月号）
- 朝日新聞（2017年7月27日夕刊）